# Gioia Tauro
Gioia Tauro je italské přístavní město, které leží v Kalábrii na pobřeží Tyrhénského moře. S asi 18 500 obyvateli je město třetím největším městem v provincii Reggio Calabria.
Přístav je největším kontejnerovým přístavem v Itálii, čtvrtým největším v Evropě a 30. největším na světě. Přístav i město ovládá mafie 'Ndrangheta, podle italských vyšetřovatelů přes přístav například prochází asi 80% dodávek kokainu do Evropy.